# Каминский, Адольфо
Адольфо Каминский (фр. Adolfo Kaminsky, 1 октября 1925, Буэнос-Айрес — 9 января 2023, Париж) — участник французского Сопротивления, известный успешной подделкой удостоверений личности. За время войны он подделал документы, спасшие жизни более 14 000 евреев. Позже продолжал помогать еврейской иммиграции в Палестине, а затем подделывал удостоверения личности для Фронта национального освобождения Алжира и французских уклонистов во время войны в Алжире (1954—1962). Занимался подделкой документов более 30 лет, никогда не требуя оплаты.

## Ранние годы
Родился в Аргентине в семье Анны (Киноэль) и Саломона Каминских — еврейских эмигрантов из России. В 1932 году, в возрасте семи лет переехал с семьей в Париж, где его отец работал портным. В 1938 году семья переехала из Парижа в Вир, провинция Кальвадос, где обосновался его дядя. Адольфо работал в красильной мастерской и увлекся химией красителей. В то время он купил на блошином рынке трактат Марселлена Бертло. Позже создал собственную лабораторию в доме своего дяди и работал на маслозаводе помощником химика, который научил его основам ремесла красителя.

## Вторая Мировая война
В 1940 году, после немецкого вторжения во Францию, дом семьи Каминских в Вире был захвачен немцами, и Каминский временно жил в другом доме, в котором также проживал отец Мишеля Друкера. В 1941 году нацисты убили мать Адольфо. В 17 лет вступил в ряды Сопротивления. Сначала наблюдал за железнодорожной станцией в Вире, откуда следовали вагоны организации Тодта, груженные материалами для Атлантического вала. Сообщения об этих поездах он отправлял в Лондон. В 1943 году его семья была интернирована в лагерь Дранси, где содержались евреи перед депортацией. Из лагеря ему удалось выйти благодаря поддержке консула Аргентины. 22 декабря 1943 года семья Каминских переехала в Париж.
В Париже Адольфо работал в подпольной лаборатории (17, rue des St Pères), где и провёл остаток нацистской оккупации, подделывая удостоверения личности для евреев и людей, разыскиваемых нацистами. Подпольная организация, состоящая из евреев из Всеобщего еврейского союза (включая Марка Хамона, также известного как «Пингуэн», Сьюзи, Лутр, Рене и т. д.) и называемая La Sixième, испытывала проблемы с удалением из документов записей, сделанных синим красителем фирмы «Waterman». Адольфо предложил использовать молочную кислоту и со временем стал ответственным за химическую лабораторию. Он также быстро освоил фотогравюру и создал новую лабораторию для создания документов. Лаборатория Каминского стала основным производителем фальшивых удостоверений личности для северной Франции и Бенилюкса.
Каминский говорил: «Не спите как можно дольше. Нужно бороться со сном. Расчёт несложный. За час я делаю 30 фальшивых удостоверений. Если я посплю один час, умрет 30 человек». В ходе войны Каминский создал документы, спасшие жизни 14 000 евреев.
После освобождения Парижа в августе 1944 года он присоединился к французской армии и отправился в Германию. Был награждён медалью Сопротивления и нанят французскими спецслужбами для изготовления фальшивых документов для шпионов, засылаемых в Германию для обнаружения концентрационных лагерей до их ликвидации нацистами.

## После войны
После капитуляции Германии помогал подделывать документы для евреев, пытавшихся иммигрировать в Палестину под британским мандатом с 1946 по 1948 год, вопреки британским иммиграционным ограничениям (см. также Бриха). Помогал боевикам антибританских организаций «Иргун» и «Лехи». После основания Израиля прекратил эту работу, отказавшись поддерживать «религиозное государство».
В начале Первой Индокитайской войны ушёл из французской армии, не желая участвовать в колониальной войне. После этого продолжал подделывать документы для различных партизанских групп, сначала работая с Фронтом национального освобождения Алжира и французскими уклонистами, создав подпольную лабораторию в Париже. Сотрудничал с сетью Jeanson и Анри Кюриэлем во время алжирской войны. В 1962 году изготовил кубический метр 100-франковых банкнот (оценочная стоимость 100 миллионов франков), чтобы дестабилизировать французскую валюту. Когда в марте 1962 года было объявлено о прекращении огня, банкноты были сожжены в огромном костре. Как позже говорил Адольфо: «Нам и в голову не приходило сохранить деньги. Деньги всегда ведут к проблемам».
Начиная с 1963 года помогал различным левым движениям из Латинской Америки (Бразилия, Аргентина, Венесуэла, Сальвадор, Никарагуа, Колумбия, Перу, Уругвай, Чили, Мексика, Доминиканская Республика, Гаити); Африки (Гвинея-Бисау, Ангола, Южная Африка) и Португалии (тогда под диктатурой Салазара), а также франкистской Испании. Он всегда работал бесплатно, чтобы иметь возможность отказаться от работы, если он не поддерживал идеологию движения.
Одно время поддерживал греков, борющихся против режима полковников, и делал фальшивые документы для американских уклонистов во время войны во Вьетнаме. В 1968 году изготовил фальшивое удостоверение личности для Дэниела Кон-Бендита.
Своё последнее фальшивое удостоверение личности Каминский сделал в 1971 году. Он отказался от изготовления фальшивок после того, как его попросили подделать южноафриканские паспорта для партизан, выступающих против апартеида в Южной Африке, поняв, что это была западня.
Впоследствии прожил десять лет в Алжире, где женился на женщине из племени туарегов и имел с ней пятерых детей.
В 1982 году переехал во Францию с временным видом на жительство. Вся его семья была натурализована во Франции в 1992 году.
Умер 9 января 2023 года в возрасте 97 лет.

## Награды
Награждён Военным крестом, Волонтёрским крестом сопротивления и Médaille de Vermeil de la ville de Paris за работу в Сопротивлении.

## В литературе и кино
Жак Фальк снял документальный фильм о жизни Каминского «Forging Identity». Его дочь Сара, 1979 года рождения, актриса и писательница, написала биографию отца «Adolfo Kaminsky, une vie de faussaire», которая была переведена на испанский, немецкий и английский языки.